# نویکیرشن-بالبینی
نویکیرشن-بالبینی (به آلمانی: Neukirchen-Balbini) یک شهر در آلمان است که در بایرن واقع شده‌است.

## خصوصیات
نویکیرشن-بالبینی ۴۷٫۰۷ کیلومترمربع مساحت دارد ۵۱۲ متر بالاتر از سطح دریا واقع شده‌است.